# 南加州中国知青协会
南加州中国知青协会是美国洛杉矶的一个非營利組織。

## 历史
成立于1998年10月，现有五百多会员，多为中国大陆曾于文化大革命期间上山下乡的知识青年。协会宗旨是：联谊互助娱乐，学习讨论提高，回顾纪录研究，反思回馈社会。
协会的活动包括：出版年度杂志《知青》；举办年度文艺晚会；出版简讯；组织每周活动室；维护知青论坛。
协会现任会长为马家傲。前任各届会长为刘雁、王建华、邱新睦、饶玲、许克洛。
2004年，因会长选举发生争论，部分会员另行组织美中文化协会。